# Ava Mendoza

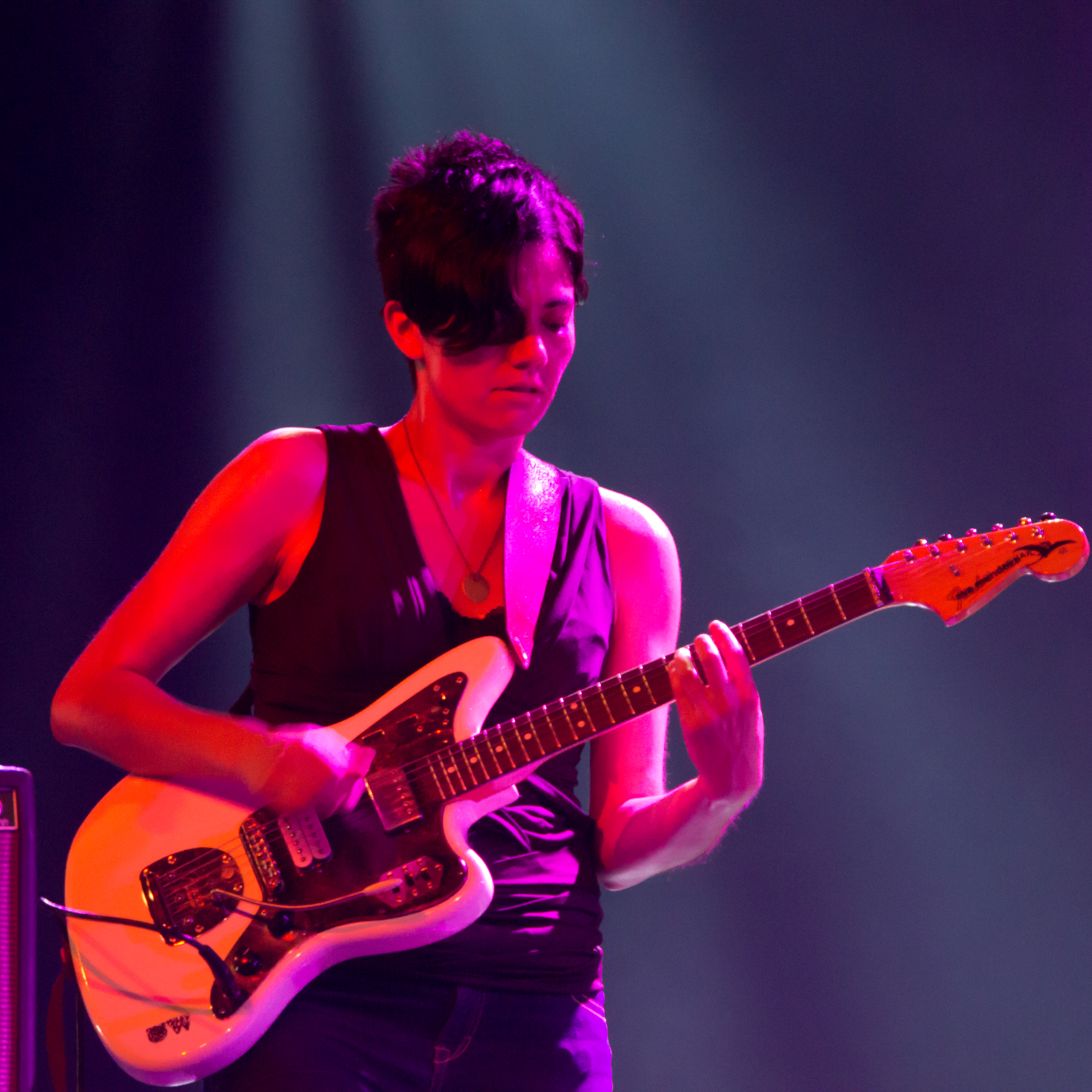
Ava Mendoza 2014

Ava Mendoza (* 1983 in Miami) ist eine US-amerikanische Jazzgitaristin, Bandleaderin und Komponistin.

## Leben und Wirken
Mendoza besuchte das Mills College in Oakland und lebte in den 2000er-Jahren zunächst in Oakland, bevor sie 2013 nach Brooklyn zog. Sie arbeitete bislang mit der Pop-Folk-Band Tune-Yards sowie mit Fred Frith, Carla Bozulich, Nels Cline und dem Rova Saxophone Quartet; ferner schrieb sie Musik für Tanz, Theater und Film. In Brooklyn arbeitet sie mit eigenem Trio, bestehend aus dem Bassisten Tim Dahl und dem Schlagzeuger Nick Podgurski sowie ihrer Band Unnatural Ways (mit Dominique Leone (Bass Synthesizer, Keyboards) und Nick Tamburro (Schlagzeug)). Im Bereich des Jazz war sie zwischen 2007 und 2009 an vier Aufnahmesessions beteiligt. Stilistisch bewegt sie sich zwischen Rockmusik, improvisierter Musik, Free Jazz und zeitgenössischer Musik, was sie als  „complex heavy rock, avant jazz and warped, noisy blues“ bezeichnet. 2014 gastierte sie mit ihrer Band Unnatural Ways auf dem Moers festival. Zu hören ist sie auch auf Jon Irabagons Album I Don’t Hear Nothin’ but the Blues Volume 3 Part 2: Exuberant Scars (2024).

## Diskographische Hinweise
- Jacob Lindsay: Lindsay/Mendoza/Smith/Walter (2007), mit Jacob Lindsay, Ava Mendoza, Damon Smith, Weasel Walter
- Vijay Anderson: Hard-Boiled Wonderland (Not Two Records, 2008), mit Ben Goldberg, Sheldon Brown, Smith Dobson, John Finkbeiner
- Ava Mendoza & Nick Tamburro Quit Your Unnatural Ways (2012)
- Unnatural Ways: We Aliens (Tzadik 2016)[4] mit Tim Dahl und Sam Ospovat
- William Hooker Trio mit Ava Mendoza & Damon Smith: Remembering (Astral Spirits, 2018)
- William Parker: Mayan Space Station (2021)
- Ava Mendoza & Devin Hoff: Echolocation (2023)